# Zaletta divisus
Zaletta divisus är en insektsart som beskrevs av Evans 1935. Zaletta divisus ingår i släktet Zaletta och familjen dvärgstritar. Inga underarter finns listade i Catalogue of Life.